# 6e Golden Globe Awards
De 6e Golden Globe Awards, waarbij prijzen werden uitgereikt in verschillende categorieën voor de beste Amerikaanse films van 1948, vonden plaats op 16 maart 1949 in het Hollywood Roosevelt Hotel in Los Angeles, Californië.

## Winnaars

#### Beste film
- The Treasure of the Sierra Madre (gedeelde eerste plaats)
- Johnny Belinda (gedeelde eerste plaats)

#### Beste regisseur
John Huston - The Treasure of the Sierra Madre

#### Beste acteur
Laurence Olivier - Hamlet

#### Beste actrice
Jane Wyman - Johnny Belinda

#### Beste mannelijke bijrol
Walter Huston - The Treasure of the Sierra Madre

#### Beste vrouwelijke bijrol
Ellen Corby - I Remember Mama

#### Beste scenario
The Search - Richard Schweizer

#### Beste score
The Red Shoes - Brian Easdale

#### Beste cinematografie
The Pearl - Gabriel Figueroa

#### Beste jeugdacteur
Ivan Jandl - The Search

#### Bevorderen van internationaal begrip
Fred Zinnemann - The Search